# Locminé
Locminé / Logunec'h é uma comuna francesa na região administrativa da Bretanha, no departamento de Morbihan. Estende-se por uma área de 4,86 km². Em 2010 a comuna tinha 4 674 habitantes (densidade: 961,7 hab./km²).